# В началото на славните дела
„В началото на славните дела“ е втората част от историческия епос на Сергей Герасимов, сниман по романа на Алексей Толстой „Петър Първи“. Тя е продължение на филма „Младостта на Петър Първи“ (1980 г.).

## Сюжет
Внимание:  Текстът по-долу разкрива сюжета на произведението (или части от него)!
В края на 17 век Русия търпи огромни загуби в областта на търговията, тъй като той няма достъп до море. Младият цар Петър I започва строителството на руския флот във Воронеж и превзема крепостта Азов. Сред болярите обаче назрява недоволство от управлението на младия монарх...

## В ролите
- Дмитрий Золотухин – Петър I
- Тамара Макарова – Наталия Наришкина, майката на Петър.
- Наталия Бондарчук – царевна София
- Николай Ерьоменко – Александър Меншиков
- Михаил Ножкин – княз Борис Голицин
- Петер Ройс – Франц Лефорт
- Улрика Кунце – Анна Монс
- Едуард Бочаров – търговеца Иван Артемич Бровкин
- Любов Полехина – Санка Бровкина
- Любов Германова – Евдокия Лопухина
- Анатолий Баранцев – Никита Зотов
- Михаил Зимин – княз Роман Борисович Буйносов
- Борис Бачурин – Василий Волков
- Роман Филипов – княз Фьодор Юриевич Ромодановски
- Юрий Мороз – Альоша Бровкин
- Владимир Кашпур – Овдоким
- Александър Белявски – Лев Кирилович Наришкин
- Виктор Шулгин – патриарх Йоаким
- Николай Гринко – стареца Нектарий
- Роман Хомятов – Головин
- Евгений Марков – Прокофий Возницин
- Хелмут Шрайбер – Патрик Гордон
- Александра Матвеева – княгиня Авдотя Никитична Буйносова
- Екатерина Василиева – Антонида Буйносова
- Марина Левтова – Олга Буйносова
- Владимир Маренков – стрелеца Овсей Ржев
- Генадий Фролов – Артамон Бровкин
- Артем Карапетян – Хасан паша
- Марина Голуб – Верка

## Снимачен екип
- Автор на сценария: Сергей Герасимов, съвместно с Юрий Кавтарадзе
- Режисьор: Сергей Герасимов
- Оператор: Сергей Филипов (съвместно с Х. Харт)
- Художници на постановката: Борис Дуленков, Александър Попов
- Костюми: Елеонора Маклакова, Наталия Полях
- Композитор: Владимир Мартинов
- Звукорежисьор: Валентин Хлобинин

## Технически данни
- Продължителност – 134 мин.